# Paul-André Lemoisne

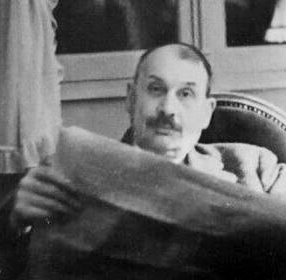
Paul André Lemoisne

Paul-André Lemoisne (geboren am 7. Februar 1875 in Paris; gestorben am 19. Juni 1964 in Neuilly-sur-Seine) war ein französischer Bibliothekar und Kunsthistoriker. Zu seinen Veröffentlichungen gehört der Werkkatalog des Malers Edgar Degas.

## Leben
Paul-André Lemoisne kam als Sohn eines Pariser Arztes zur Welt. Nach der schulischen Ausbildung wechselte er an die École nationale des chartes und schloss sein Studium 1901 mit einem diplômé archiviste paléographe (Abschlusszeugnis eines Archivar-Paläografen) ab. Von 1901 bis 1931 arbeitete er als Bibliothekar an der Bibliothèque nationale de France und leitete dort ab 1925 als Direktor das Cabinet des estampes (Kupferstichkabinett). Neben seiner Arbeit als Bibliothekar widmete sich Lemoisne der Kunstgeschichte. 1904 arbeitete er als Assistent von Henri Bouchot und bereitete eine Ausstellung zur Malerei der Frührenaissance im Louvre vor. Er verkehrte in Literarischen Salons und in Künstlerkreisen. Über den Maler Henri Rouart lernte Lemoisne seine zukünftige Frau Suzanne kennen – eine Enkelin des Grafikers Paul Gavarni. Der direkte Zugang zu im Familienbesitz befindlichen Unterlagen erleichterte Lemoisne die Herausgabe einer zweibändigen Biografie über Gavarni. Zudem gab er 1912–1914 den Werkkatalog des Malers Eugène Louis Lami heraus. Nachdem Lemoisne bereits 1912 eine Biografie zu Edgar Degas veröffentlicht hatte, legte er mit dem 1946–1949 veröffentlichten Werkkatalog zu Degas ein bis in die Gegenwart gültiges Standardwerk vor.

## Mitgliedschaften
Lemoisne war Mitglied zahlreicher Gelehrtengesellschaften, teilweise in leitender Funktion:
- Präsident der Association des bibliothécaires de France
- Mitglied der Société d’émulation du Jura
- Vizepräsident der Société d’iconographie parisienne
- Präsident der Hochschule École nationale des chartes
- Präsident der Société de l’histoire de France
- Präsident der Société de l’histoire de l’art français
- Mitglied Société de l’Histoire de Paris et de l’Ile-de-France
- Mitglied der Académie des Beaux-Arts (seit dem 23. Mai 1945)
- Präsident des Comité national de la Gravure française
- Mitglied des Conseil de l’Union centrale des Arts décoratifs
- Mitglied des Conseil supérieur des bibliothèques
- Mitglied der Commission supérieure des Monuments historiques

## Auszeichnungen
- Offizier der Ehrenlegion
- Offizier des Ordre des Palmes Académiques
- Ritter des Erlöser-Ordens (Griechenland)
- Offizier des Ordens der Krone von Italien

## Veröffentlichungen (Auswahl)
- L’oeuvre d’Eugene Lami (1800–1890). Lithographies-dessins-aquarelles-peintures. Essai d’un catalogue raisonne, Campion, Paris 1914.
- Gavarni: peintre et lithographe, Floury, Paris 1924–1928.
- Les Xylographies du 14. et du 15. siecle au Cabinet des Estampes de la Bibliotheque Nationale, van Oest, Paris 1927–1930.
- La peinture française à l’époque gothique: 14ième et 15ième siècles, Pantheon Florenz und Edition du Pégase Paris 1931.
  - Deutsche Ausgabe: Die gotische Malerei Frankreichs: vierzehntes und fünfzehntes Jahrhundert, Schmidt & Günther, Leipzig 1931, OCLC 264376302
- Degas et son oeuvre, vier Bände, P. Brame et C. M. de Hauke und Arts et metiers graphiques, Paris 1946–1949, OCLC 977103837 (französisch).